# VV Veendam in het seizoen 1968/69
Het seizoen 1968/1969 was het 15e jaar in het bestaan van de Veendamse betaaldvoetbalclub Veendam. De club kwam uit in de Eerste divisie en eindigde daarin op de zevende plaats. Tevens deed de club mee aan het toernooi om de KNVB beker, hierin werd in de eerste ronde verloren van FC Twente (0–3).

## Wedstrijdstatistieken

### Eerste divisie
|       | Blauw-Wit | FC Den Bosch '67 | SC Cambuur | D.F.C. | Eindhoven | Elinkwijk | Haarlem | Helmond Sport | Heracles | HVC   | RBC   | RCH   | SVV   | Vitesse | De Volewijckers | Wageningen | Willem II |
| ----- | --------- | ---------------- | ---------- | ------ | --------- | --------- | ------- | ------------- | -------- | ----- | ----- | ----- | ----- | ------- | --------------- | ---------- | --------- |
| Thuis | 1 – 1     | 4 – 1            | 2 – 0      | 1 – 1  | 3 – 2     | 2 – 1     | 3 – 2   | 0 – 0         | 4 – 0    | 0 – 0 | 5 – 1 | 4 – 3 | 2 – 1 | 1 – 3   | 0 – 2           | 3 – 1      | 1 – 1     |
| Uit   | 1 – 2     | 1 – 1            | 2 – 0      | 2 – 2  | 1 – 2     | 5 – 2     | 0 – 2   | 4 – 0         | 1 – 0    | 4 – 2 | 3 – 0 | 3 – 0 | 3 – 0 | 1 – 2   | 3 – 1           | 1 – 0      | 0 – 2     |

### KNVB beker
| 1e ronde                                         | Veendam | 0 – 3 (0 – 0) | FC Twente                          |
| 15 september 1968 Plaats: Veendam De Langeleegte |         |               | 79', 81' (pen.), 90' Dick van Dijk |

## Statistieken Veendam 1968/1969

### Eindstand Veendam in de Nederlandse Eerste divisie 1968 / 1969
| Stand | Gespeeld | Gewonnen | Gelijk | Verloren | Punten | Doelpunten voor | Doelpunten tegen |
| ----- | -------- | -------- | ------ | -------- | ------ | --------------- | ---------------- |
| 7e    | 34       | 15       | 7      | 12       | 37     | 54              | 55               |

### Topscorers
| #                 | Naam             | Goal |
| ----------------- | ---------------- | ---- |
| 1.                | Dick Bosschieter | 17   |
| 2.                | Rikkert La Crois | 8    |
| 2.                | Hans Ooft        | 8    |
| 2.                | Jetze Pascal     | 8    |
| 5.                | Jan Blijham      | 3    |
| 5.                | Henk Nienhuis    | 3    |
| 7.                | Henk Georg       | 2    |
| 7.                | Henk Meuken      | 2    |
| 9.                | Sietse Boonstra  | 1    |
| 9.                | Eltje Edens      | 1    |
| Onbekend doelpunt |                  |      |
| –                 | Onbekend         | 1    |
| Totaal            | Totaal           | 54   |

| #      | Naam        | Goal |
| ------ | ----------- | ---- |
| –      | Geen speler | 0    |
| Totaal | Totaal      | 0    |

## Voetnoten
Blauw-Wit ·
FC Den Bosch '67 ·
Cambuur ·
D.F.C. ·
Eindhoven ·
Elinkwijk ·
Haarlem ·
Helmond Sport ·
Heracles ·
HVC ·
RBC ·
RCH ·
SVV ·
Veendam ·
Vitesse ·
De Volewijckers ·
Wageningen ·
Willem II